# Orthocladius fuscimanus
Orthocladius fuscimanus är en tvåvingeart som först beskrevs av Jean-Jacques Kieffer och August Friedrich Thienemann 1908.  Orthocladius fuscimanus ingår i släktet Orthocladius och familjen fjädermyggor. Arten är reproducerande i Sverige. Inga underarter finns listade i Catalogue of Life.